# Ribautia dietrichiae
Ribautia dietrichiae är en mångfotingart som först beskrevs av Karl Wilhelm Verhoeff 1925.  Ribautia dietrichiae ingår i släktet Ribautia och familjen storjordkrypare. Inga underarter finns listade i Catalogue of Life.